# 農林水産大臣
農林水産大臣（のうりんすいさんだいじん、英: Minister of Agriculture, Forestry and Fisheries）は、日本の農林水産省の長および主任の大臣たる国務大臣。
通称は農水相（のうすいしょう）、または、農相（のうしょう）。
1925年以前及び1943年から1945年までの農商務大臣、農商大臣の一覧表は農商務省の項目を参照。

## 概説

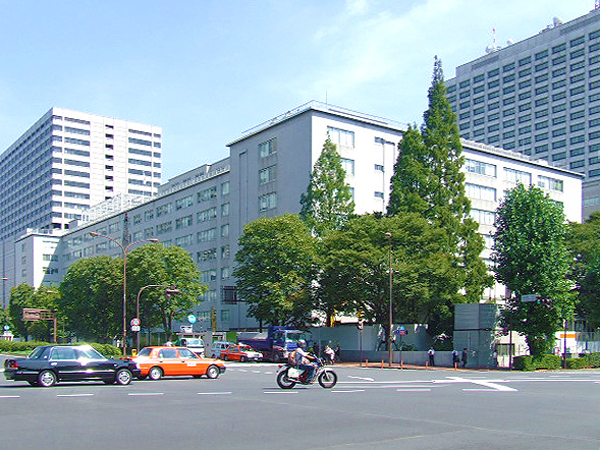
農林水産省が設置される中央合同庁舎第1号館

広く農林水産行政を統括するポスト。農村を重要な支持基盤としていた戦後の自民党政権において、重要な閣僚の一つであり、有力政治家の歴任も数多い。
第一次産業従事者が人口の最も多くを占めた戦前日本において、農相（農林大臣）は現在よりさらに枢要なポストであり、敗戦直後は現下の国難である食糧危機を乗り越えるため最重要のポストとも目された。近年はWTOの通商交渉や「食の安全」などを巡って注目されることが多く、とりわけ通商交渉にあたっては国際交渉力に加え、国内の農業団体・農林族議員を押さえ込める政治力が求められる。このため、農水省OBや農林族の有力政治家が任命されることが多いとされる。
自民党議員の政策秘書は「自らに有利な計らいを求める業者や団体の数が、他の省庁に比べてはるかに多い。そうした業者や団体は古い体質や体制が維持されたままで、献金を持ち掛ける慣習が続いている」と話しており、後述のような大臣の不祥事が相次ぐ原因とされている。

## ジンクス
閣僚としての重要性が増す一方で、就任した政治家は就任尚早不祥事に直面し、職をまっとう出来ず辞任したり、退任後に不幸に見舞われたりしている。このため、マスコミなどでは「鬼門」「呪われたポスト」と呼ばれている。
- 片山内閣の平野力三農林大臣は、西尾末広内閣官房長官と対立し、GHQの意向も手伝って片山哲首相から罷免された後、公職追放となった。
- 廣川弘禅農林大臣は、吉田内閣における吉田首相懲罰動議に欠席して本会議で可決されたため罷免され、バカヤロー解散による解散総選挙で落選した。
- 最後の農林大臣であり、初代の農林水産大臣でもある福田赳夫改造内閣の中川一郎は退任の5年後、57歳で急死（不審死）している。
- よど号ハイジャック事件の人質身代わりとしても知られる第2次中曽根内閣の山村新治郎は、離任の8年後に次女に刺殺され、その次女も後に自殺を遂げた。
- 第2次中曽根再改造内閣と竹下改造内閣で農林水産大臣を務めた羽田孜は、初の非自民政権で2人目の内閣総理大臣に就任するが、わずか2か月で退任に追い込まれてしまい、村山内閣をもって自民党が政権に参加したため、結果的に自民党の政権復帰を許してしまった。
- 第3次中曽根内閣で農相を務めた加藤六月は、リクルート事件で一時謹慎し、三塚博との三六戦争で敗れ、清和政策研究会を除名され、自民党を離党した。羽田内閣で再び農相を務めるが、羽田内閣が2か月で総辞職した為2か月で退任。
- 細川内閣で農林水産大臣だった畑英次郎は、1994年1月26日に食糧自給をめぐる問題で参議院に問責決議が提出され、一部の日本社会党議員が造反して賛成票を投じたが、反対多数で否決された。畑への問責決議案の採決は、1955年の自由民主党結党以来、初の非自民閣僚への問責決議案採決の例であった。
- 第2次橋本改造内閣の農林水産大臣に就任した越智伊平は就任直後に脳梗塞で倒れ、就任後わずか16日で辞任した。
- 第1次森内閣の農林水産大臣であった玉澤徳一郎は、現職の閣僚でありながら第42回衆議院議員総選挙で落選し、政界引退後の2019年12月10日に突然銃撃され、足を撃たれるが命に別状はなかった。
- 省庁再編後の2001年に就任した武部勤は、BSE問題を巡る失言などで批判を浴び、翌年の内閣改造で事実上更迭された。後任の大島理森も、同じく様々な疑惑から事実上更迭された。その後任の亀井善之は、離任後まもなく病に倒れて死去している。
- 2004年に就任した島村宜伸は、翌年の郵政解散直前、閣議で衆議院解散に反対して閣議決定への署名を拒否し、辞表を提出したが、小泉純一郎首相により罷免された（解散選挙では当選）。島村の罷免を受け、農林水産大臣は小泉首相が一時的に兼任し、後に岩永峯一が副大臣から昇格したが離任後に献金問題を指摘された。
- 2005年に2度目の就任を果たした中川昭一（初代農林水産大臣・中川一郎の長男）は無難に職務をこなし退任したが、4年後には財務大臣を辞任し、落選の憂き目を見て、2009年10月に56歳で急死（不審死）している。
- 2006年9月26日に発足した第1次安倍内閣では農水相の交代が頻繁に起こっており、最初に就任した松岡利勝は光熱水費問題や緑資源機構談合問題を国会で追及され、戦後の閣僚としては初めて在任中に自殺している。若林正俊の臨時代理を経て、後任の赤城徳彦も自身の数々の疑惑により、これが一因で7月の参院選における自民党敗北を招いたとされ、2007年8月1日に事実上の更迭、2009年の第45回衆議院議員総選挙は落選した。その後、若林の環境大臣の兼任を経て8月27日に発足した安倍改造内閣では遠藤武彦が就任するも、置賜農業共済組合掛金不正受給問題などを追及され、9月3日に辞任。在任期間8日間での辞任は近年稀に見る異例の事態となった。後任はまたも若林であり、同一政権下で臨時兼任も含めると3か月余りの間で3度目の農水相就任となった。その若林は退任後の2010年4月2日、参議院本会議での不正投票問題によって議員辞職に追い込まれた。
- 2008年8月、太田誠一による事務所費問題が浮上し、在任中に事故米不正転売事件に関する発言が問題視された。9月19日、事故米の不正転売の責任を明確にするということで、福田康夫首相に辞表を提出。太田も赤城同様、同選挙で落選した。太田の辞任後は内閣官房長官の町村信孝（町村は同総選挙で小選挙区落選。比例で復活）が臨時代理を務めていたが、麻生内閣で農林水産大臣に就任した石破茂は、この事態に「誰から事務引き継ぎするの?」と就任時のインタビューで皮肉を漏らした。
- 2009年に誕生した鳩山内閣の赤松広隆は翌年の口蹄疫問題への対応の遅れで強い批判を浴び、閣僚の大半が残留した6月の菅直人内閣の誕生に当たって、事実上責任を取る形で退任した。後任として副大臣から昇格した山田正彦は、職務そのものは無難につとめたものの、2010年9月民主党代表選挙で菅直人首相と対立する小沢一郎候補を支援したこともあり、わずか3か月で退任となった。菅直人第1次改造内閣からは第1次海部内閣でも大臣を務めた鹿野道彦が職務を無難にこなしたが、中国書記官のスパイ疑惑（李春光事件）に直面してしまい、2012年6月の野田第2次改造内閣発足に伴い退任した。後任として鳩山・菅内閣で農水副大臣を経験した郡司彰が大臣に就任し、政権交代までつとめた。同年12月に行われた第46回衆議院議員総選挙では山田・鹿野両者とも比例復活できずに落選（赤松は比例復活で当選）、その後の2013年7月に行われた第23回参議院議員通常選挙では山田・鹿野両者とも比例区に出馬したものの落選した。山田は短期間ながら職務そのものは無難にこなし、スパイ疑惑に直面するまでの鹿野が1年以上大臣職務を無難にこなし、後任の郡司も解散総選挙による政権交代で退任となっており、民主党政権に入ってからは不祥事による大臣辞任や大臣辞任後の不幸は減った。
- 民主党政権から自民党へ政権が戻り、大臣に就任した林芳正は鹿野同様1年以上職務を無難にこなしたものの、後任の西川公也は就任早々数々の不祥事が発覚。2014年の第47回衆議院議員総選挙で民主党の福田昭夫に敗北し、現職の閣僚ながら比例復活となり、2015年2月23日に自身の政治献金問題で引責辞任。前任の林が再登板することとなった。西川は2017年の第48回衆議院議員総選挙で落選。
- 2016年8月3日発足の第3次安倍第2次改造内閣では山本有二農水相がTPP法案の採決に関する失言を繰り返し、野党から追及を受けて法案採決拒否に持ち込まれた。また、翌年の第48回総選挙では上記の失言のせいか、辛くも比例四国ブロックの最後の1枠に滑り込む結果となった。
- 第3次安倍第3次改造内閣では、齋藤健が当選3回ながら農水相に大抜擢。職務を無難にこなしたものの、自民党総裁選をめぐり、「石破さんを応援するんだったら辞表を書いてからやれ」（齋藤自身は石破派）と圧力をかけられたと主張し、その後の内閣改造で退任となった。第4次安倍第1次改造内閣で就任した吉川貴盛は、在任中に大手鶏卵生産会社アキタフーズの元代表から500万を受け取っていた鶏卵汚職事件が発覚し、体調不良を理由に自民党の役職と自身が所属する二階派の事務総長を辞任し、衆議院議員も辞職した。その後収賄罪で在宅起訴され、東京地方裁判所で執行猶予付きの懲役刑が言い渡された。
- 2022年8月10日に発足した第2次岸田第1次改造内閣において農水相として初入閣を果たした野村哲郎は就任してから約1年強の間、職務を無難にこなしていたが、在任期間も終盤を迎えた2023年8月31日に首相官邸で行われた会議に出席後にマスコミから取材を受けた際に「それぞれの役所の取り組み状況あるいは、汚染水のその後の評価などで情報交換をした」と述べ、東京電力福島第一原発にたまるALPS処理水について、中国政府などが使う「汚染水」と発言。その後岸田文雄内閣総理大臣が野村に対し発言の撤回と謝罪を指示し、同夜ぶら下がり取材で発言を撤回し謝罪。2週間後の内閣改造で退任した。後任の宮下一郎は自身が所属する自民党安倍派（清和政策研究会）の政治資金パーティー収入の裏金問題でわずか3カ月で辞任した[4]。ちなみに、野上・金子・野村の3人は宮崎県での口蹄疫の流行が関心事になった2010年の参院選で当選した議員である。
- 2024年に問題となった政治資金パーティー収入の裏金問題では、野上浩太郎や宮下一郎などの農林水産大臣経験者も、いわゆる「裏金議員」として名を連ねることになり、同年の第50回衆議院議員総選挙及び翌年の第27回参議院議員通常選挙の候補者のうち、非公認や比例重複が認められないなどの処分が出ている（宮下は、後者となったが、長野県第5区で辛勝。また、宮下自身が落選した2009年の総選挙を除き、初めて比例復活を許す結果になっている。野上・野村は2025年は非改選）。
- 第1次石破内閣で就任した小里泰弘は、第50回衆議院議員総選挙で、現職閣僚でありながら比例復活もならず落選、大臣の辞任を表明し、第2次石破内閣発足時に退任した。さらに、翌年の第27回参議院議員通常選挙でも、小里の地元である鹿児島県選挙区は保守分裂の影響により、引退する自民党現職の三女で立憲民主党推薦の無所属新人が自民党元職を下し、自民党の議席を失う結果となっている。
- 2025年に入ってからは、第2次石破内閣で第4次安倍第2次改造内閣以来2度目の登板となった江藤拓が大臣に就任後、早々米価が高騰。国民生活に大きな打撃を与えている中、5月に行われた講演で、「自分はコメを買ったことはない。支援者がたくさんコメをくださるので売るほどある」などと発言し、「令和のマリー・アントワネット」と批判された。さらにこの発言を受けた記者からの質問に「ウケ狙い」と釈明したが、翌日には大臣の辞任を表明し、事実上更迭された。後任の大臣には元環境大臣の小泉進次郎が就任した。また、同年の第27回参議院議員通常選挙では、江藤の地元である宮崎県選挙区で大逆風が起こり、2007年の第21回参議院議員通常選挙以来となる現職自民党候補が落選となっている。

なお、日本国憲法下において罷免された閣僚は5名であるが、うち3名が農水相である。

## 歴代大臣
- 辞令のある再任は記載し、辞令のない留任は記載しない。
- 臨時代理は、大臣を欠いた場合のみ記載し、海外出張時等の一時不在代理は記載しない。
- 兼任は、他の大臣が同時に務めることをいい、臨時代理とは異なる。
- 太字は内閣総理大臣経験者。

### 農林大臣（戦前）
| 農林大臣（農林省官制（大正14年勅令第36号）） | 農林大臣（農林省官制（大正14年勅令第36号）） | 農林大臣（農林省官制（大正14年勅令第36号）） | 農林大臣（農林省官制（大正14年勅令第36号）） | 農林大臣（農林省官制（大正14年勅令第36号）） | 農林大臣（農林省官制（大正14年勅令第36号）） |
| 代                                           | 氏名                                         | 氏名                                         | 内閣                                         | 就任日                                       | 出身党派                                     |
| -------------------------------------------- | -------------------------------------------- | -------------------------------------------- | -------------------------------------------- | -------------------------------------------- | -------------------------------------------- |
| 1                                            |                                              | 高橋是清                                     | 加藤高明内閣                                 | 1925年4月1日 商工大臣兼任                    | 立憲政友会                                   |
| 2                                            |                                              | 岡崎邦輔                                     | 加藤高明内閣                                 | 1925年4月17日                                | 立憲政友会                                   |
| 3                                            |                                              | 早速整爾                                     | 加藤高明内閣                                 | 1925年8月2日                                 | 憲政会                                       |
| 3                                            | 第1次若槻内閣                                | 早速整爾                                     | 1926年1月30日                                |                                              | 憲政会                                       |
| 4                                            | 第1次若槻内閣                                |                                              | 町田忠治                                     | 1926年6月3日                                 | 憲政会                                       |
| 5                                            |                                              | 山本悌二郎                                   | 田中義一内閣                                 | 1927年4月20日                                | 立憲政友会                                   |
| 6                                            |                                              | 町田忠治                                     | 濱口内閣                                     | 1929年7月2日                                 | 立憲民政党                                   |
| 6                                            | 第2次若槻内閣                                | 町田忠治                                     | 1931年4月14日                                |                                              | 立憲民政党                                   |
| 7                                            |                                              | 山本悌二郎                                   | 犬養内閣                                     | 1931年12月13日                               | 立憲政友会                                   |
| 8                                            |                                              | 後藤文夫                                     | 齋藤内閣                                     | 1932年5月26日                                | 貴族院議員                                   |
| 9                                            |                                              | 山崎達之輔                                   | 岡田内閣                                     | 1934年7月8日                                 | 立憲政友会→昭和会                            |
| 10                                           |                                              | 島田俊雄                                     | 廣田内閣                                     | 1936年3月9日                                 | 立憲政友会                                   |
| 11                                           |                                              | 山崎達之輔                                   | 林内閣                                       | 1937年2月2日                                 | 昭和会                                       |
| 12                                           |                                              | 有馬頼寧                                     | 第1次近衛内閣                                | 1937年6月4日                                 | 貴族院議員                                   |
| 13                                           |                                              | 櫻内幸雄                                     | 平沼内閣                                     | 1939年1月5日                                 | 立憲民政党                                   |
| 14                                           |                                              | 伍堂卓雄                                     | 阿部内閣                                     | 1939年8月30日                                | 貴族院議員                                   |
| 15                                           |                                              | 酒井忠正                                     | 阿部内閣                                     | 1939年10月16日                               | 貴族院議員                                   |
| 16                                           |                                              | 島田俊雄                                     | 米内内閣                                     | 1940年1月16日                                | 立憲政友会                                   |
| 17                                           |                                              | 近衛文麿                                     | 第2次近衛内閣                                | 1940年7月22日 内閣総理大臣兼任               | 貴族院議員                                   |
| 18                                           |                                              | 石黒忠篤                                     | 第2次近衛内閣                                | 1940年7月24日                                | 農林官僚                                     |
| 19                                           |                                              | 井野碩哉                                     | 第2次近衛内閣                                | 1941年6月11日                                | 農林官僚                                     |
| 19                                           | 第3次近衛内閣                                | 井野碩哉                                     | 1941年7月18日                                |                                              | 農林官僚                                     |
| 19                                           | 東條内閣                                     | 井野碩哉                                     | 1941年10月18日                               |                                              | 農林官僚                                     |
| 20                                           | 東條内閣                                     |                                              | 山崎達之輔                                   | 1943年4月20日                                | 翼賛政治会                                   |

### 農林大臣（農林省設置法（昭和24年法律第153号））
- 1943年11月1日付で農林省と商工省（商工省から軍需省へ移転しなかった残りの部門）とが統合されて農商省となる。
- 1945年8月26日付で農商省は農林省と商工省とに戻る。このとき設置された農林省は法令上農商省を改称したものである。
- 1949年6月1日以降は農林省設置法（昭和24年法律第153号）に基づく農林省となる。

| 代 | 氏名                       | 氏名         | 内閣                       | 就任日                         | 出身党派       |
| -- | -------------------------- | ------------ | -------------------------- | ------------------------------ | -------------- |
| 1  |                            | 千石興太郎   | 東久邇内閣                 | 1945年8月26日                  | 貴族院議員     |
| 2  |                            | 松村謙三     | 幣原内閣                   | 1945年10月9日                  | 日本進歩党     |
| 3  |                            | 副島千八     | 幣原内閣                   | 1946年1月13日                  | 民間           |
| 4  |                            | 和田博雄     | 第1次吉田内閣              | 1946年5月22日                  | 農林省         |
| 5  |                            | 吉田茂       | 第1次吉田内閣              | 1947年1月31日 内閣総理大臣兼任 | 自由党         |
| 6  |                            | 木村小左衛門 | 第1次吉田内閣              | 1947年2月15日                  | 日本進歩党     |
| ‐  |                            | 片山哲       | 片山内閣                   | 1947年5月24日 臨時代理         | 日本社会党     |
| 7  |                            | 平野力三     | 片山内閣                   | 1947年6月1日                   | 日本社会党     |
| ‐  |                            | 片山哲       | 片山内閣                   | 1947年11月4日 臨時代理         | 日本社会党     |
| 8  |                            | 波多野鼎     | 片山内閣                   | 1947年12月13日                 | 日本社会党     |
| 9  |                            | 永江一夫     | 芦田内閣                   | 1948年3月10日                  | 日本社会党     |
| ‐  |                            | 吉田茂       | 第2次吉田内閣              | 1948年10月15日 臨時代理        | 自由党         |
| 10 |                            | 周東英雄     | 第2次吉田内閣              | 1948年10月19日                 | 自由党         |
| 11 |                            | 森幸太郎     | 第3次吉田内閣              | 1949年2月16日                  | 自由党         |
| 12 |                            | 廣川弘禅     | 第3次吉田第1次改造内閣     | 1950年6月28日                  | 自由党         |
| 13 |                            | 根本龍太郎   | 第3次吉田第2次改造内閣     | 1951年7月4日                   | 自由党         |
| 14 |                            | 廣川弘禅     | 第3次吉田第3次改造内閣     | 1951年12月26日                 | 自由党         |
| 15 |                            | 小笠原三九郎 | 第4次吉田内閣              | 1952年10月30日                 | 自由党         |
| 16 |                            | 廣川弘禅     | 第4次吉田内閣              | 1952年12月5日                  | 自由党         |
| 17 |                            | 田子一民     | 第4次吉田内閣              | 1953年3月3日                   | 自由党         |
| 18 |                            | 内田信也     | 第5次吉田内閣              | 1953年5月21日                  | 自由党         |
| 19 |                            | 保利茂       | 第5次吉田内閣              | 1953年6月22日                  | 自由党         |
| 20 |                            | 河野一郎     | 第1次鳩山内閣              | 1954年12月10日                 | 日本民主党     |
| 21 | 第2次鳩山内閣              | 河野一郎     | 1955年3月19日              | 日本民主党→自由民主党          |                |
| 22 | 第3次鳩山内閣              | 河野一郎     | 1955年11月22日             | 自由民主党                     |                |
| 23 |                            | 井出一太郎   | 石橋内閣                   | 自由民主党                     | 1956年12月23日 |
| 24 | 第1次岸内閣                | 井出一太郎   | 1957年2月25日              | 自由民主党                     |                |
| 25 |                            | 赤城宗徳     | 第1次岸改造内閣            | 自由民主党                     | 1957年7月10日  |
| 26 |                            | 三浦一雄     | 第2次岸内閣                | 自由民主党                     | 1958年6月12日  |
| 27 |                            | 福田赳夫     | 第2次岸改造内閣            | 自由民主党                     | 1959年7月19日  |
| 28 |                            | 南条徳男     | 第1次池田内閣              | 自由民主党                     | 1960年7月19日  |
| 29 |                            | 周東英雄     | 第2次池田内閣              | 自由民主党                     | 1960年12月8日  |
| 30 |                            | 河野一郎     | 第2次池田第1次改造内閣     | 自由民主党                     | 1961年7月18日  |
| 31 |                            | 重政誠之     | 第2次池田第2次改造内閣     | 自由民主党                     | 1962年7月18日  |
| 32 |                            | 赤城宗徳     | 第2次池田第3次改造内閣     | 自由民主党                     | 1963年7月18日  |
| 33 | 第3次池田内閣              | 赤城宗徳     | 1963年12月9日              | 自由民主党                     |                |
| 33 | 第3次池田改造内閣          | 赤城宗徳     | 1964年7月18日              | 自由民主党                     |                |
| 34 | 第1次佐藤内閣              | 赤城宗徳     | 1964年11月9日              | 自由民主党                     |                |
| 35 |                            | 坂田英一     | 第1次佐藤第1次改造内閣     | 自由民主党                     | 1965年6月3日   |
| 36 |                            | 松野頼三     | 第1次佐藤第2次改造内閣     | 自由民主党                     | 1966年8月1日   |
| 37 |                            | 倉石忠雄     | 第1次佐藤第3次改造内閣     | 自由民主党                     | 1966年12月3日  |
| 38 | 第2次佐藤内閣              | 倉石忠雄     | 1967年2月17日              | 自由民主党                     |                |
| 38 | 第2次佐藤第1次改造内閣     | 倉石忠雄     | 1967年11月25日             | 自由民主党                     |                |
| 39 | 第2次佐藤第1次改造内閣     |              | 西村直己                   | 自由民主党                     | 1968年2月23日  |
| 40 |                            | 長谷川四郎   | 第2次佐藤第2次改造内閣     | 自由民主党                     | 1968年11月30日 |
| 41 |                            | 倉石忠雄     | 第3次佐藤内閣              | 自由民主党                     | 1970年1月14日  |
| 42 |                            | 赤城宗徳     | 第3次佐藤改造内閣          | 自由民主党                     | 1971年7月5日   |
| 43 |                            | 足立篤郎     | 第1次田中角榮内閣          | 自由民主党                     | 1972年7月7日   |
| 44 |                            | 桜内義雄     | 第2次田中角榮内閣          | 自由民主党                     | 1972年12月22日 |
| 45 |                            | 倉石忠雄     | 第2次田中角榮第1次改造内閣 | 自由民主党                     | 1973年11月25日 |
| 45 | 第2次田中角榮第2次改造内閣 | 倉石忠雄     | 1974年11月11日             | 自由民主党                     |                |
| 46 |                            | 安倍晋太郎   | 三木内閣                   | 自由民主党                     | 1974年12月9日  |
| 47 |                            | 大石武一     | 三木改造内閣               | 自由民主党                     | 1976年9月15日  |
| 48 |                            | 鈴木善幸     | 福田赳夫内閣               | 自由民主党                     | 1976年12月24日 |
| 49 |                            | 中川一郎     | 福田赳夫改造内閣           | 自由民主党                     | 1977年11月28日 |

### 農林水産大臣（農林水産省設置法（昭和24年法律第153号））
| 代 | 氏名              | 氏名         | 内閣                     | 就任日                        | 出身党派   |
| -- | ----------------- | ------------ | ------------------------ | ----------------------------- | ---------- |
| 1  |                   | 中川一郎     | 福田赳夫改造内閣         | 1978年7月5日                  | 自由民主党 |
| 2  |                   | 渡邉美智雄   | 第1次大平内閣            | 1978年12月7日                 | 自由民主党 |
| 3  |                   | 武藤嘉文     | 第2次大平内閣            | 1979年11月9日                 | 自由民主党 |
| 4  |                   | 亀岡高夫     | 鈴木善幸内閣             | 1980年7月17日                 | 自由民主党 |
| 5  |                   | 田澤吉郎     | 鈴木善幸改造内閣         | 1981年11月30日                | 自由民主党 |
| 6  |                   | 金子岩三     | 第1次中曽根内閣          | 1982年11月27日                | 自由民主党 |
| 7  |                   | 山村新治郎   | 第2次中曽根内閣          | 1983年12月27日                | 自由民主党 |
| 8  |                   | 佐藤守良     | 第2次中曽根第1次改造内閣 | 1984年11月1日                 | 自由民主党 |
| 9  |                   | 羽田孜       | 第2次中曽根第2次改造内閣 | 1985年12月28日                | 自由民主党 |
| 10 |                   | 加藤六月     | 第3次中曽根内閣          | 1986年7月22日                 | 自由民主党 |
| 11 |                   | 佐藤隆       | 竹下内閣                 | 1987年11月6日                 | 自由民主党 |
| 12 |                   | 羽田孜       | 竹下改造内閣             | 1988年12月27日                | 自由民主党 |
| 13 |                   | 堀之内久男   | 宇野内閣                 | 1989年6月3日                  | 自由民主党 |
| 14 |                   | 鹿野道彦     | 第1次海部内閣            | 1989年8月10日                 | 自由民主党 |
| 15 |                   | 山本富雄     | 第2次海部内閣            | 1990年2月28日                 | 自由民主党 |
| 16 |                   | 近藤元次     | 第2次海部改造内閣        | 1990年12月29日                | 自由民主党 |
| 17 |                   | 田名部匡省   | 宮澤内閣                 | 1991年11月5日                 | 自由民主党 |
| 17 | 宮澤改造内閣      | 田名部匡省   | 1992年12月12日           |                               | 自由民主党 |
| 18 | 宮澤改造内閣      |              | 宮澤喜一                 | 1993年8月4日 内閣総理大臣兼任 | 自由民主党 |
| 19 |                   | 畑英次郎     | 細川内閣                 | 1993年8月9日                  | 新生党     |
| ‐  |                   | 羽田孜       | 羽田内閣                 | 1994年4月28日 臨時代理        | 新生党     |
| 20 |                   | 加藤六月     | 羽田内閣                 | 1994年4月28日                 | 新生党     |
| 21 |                   | 大河原太一郎 | 村山内閣                 | 1994年6月30日                 | 自由民主党 |
| 22 |                   | 野呂田芳成   | 村山改造内閣             | 1995年8月8日                  | 自由民主党 |
| 23 |                   | 大原一三     | 第1次橋本内閣            | 1996年1月11日                 | 自由民主党 |
| 24 |                   | 藤本孝雄     | 第2次橋本内閣            | 1996年11月7日                 | 自由民主党 |
| 25 |                   | 越智伊平     | 第2次橋本改造内閣        | 1997年9月11日                 | 自由民主党 |
| 26 |                   | 島村宜伸     | 第2次橋本改造内閣        | 1997年9月26日                 | 自由民主党 |
| 27 |                   | 中川昭一     | 小渕内閣                 | 1998年7月30日                 | 自由民主党 |
| 27 | 小渕第1次改造内閣 | 中川昭一     | 1999年1月14日            |                               | 自由民主党 |
| 28 |                   | 玉澤徳一郎   | 小渕第2次改造内閣        | 1999年10月5日                 | 自由民主党 |
| 29 | 第1次森内閣       | 玉澤徳一郎   | 2000年4月5日             |                               | 自由民主党 |
| 30 |                   | 谷洋一       | 第2次森内閣              | 2000年7月4日                  | 自由民主党 |
| 31 |                   | 谷津義男     | 第2次森改造内閣          | 2000年12月5日                 | 自由民主党 |

### 農林水産大臣（農林水産省設置法（平成11年法律第98号））
| 代 |                        | 氏名       | 内閣                             | 就任日                        | 出身党派   |
| -- | ---------------------- | ---------- | -------------------------------- | ----------------------------- | ---------- |
| 31 |                        | 谷津義男   | 第2次森改造内閣 (中央省庁再編後) | 2001年1月6日                  | 自由民主党 |
| 32 |                        | 武部勤     | 第1次小泉内閣                    | 2001年4月26日                 | 自由民主党 |
| 33 |                        | 大島理森   | 第1次小泉第1次改造内閣           | 2002年9月30日                 | 自由民主党 |
| 34 |                        | 亀井善之   | 第1次小泉第1次改造内閣           | 2003年4月1日                  | 自由民主党 |
| 34 | 第1次小泉第2次改造内閣 | 亀井善之   | 2003年9月22日                    |                               | 自由民主党 |
| 35 | 第2次小泉内閣          | 亀井善之   | 2003年11月19日                   |                               | 自由民主党 |
| 36 |                        | 島村宜伸   | 第2次小泉改造内閣                | 2004年9月27日                 | 自由民主党 |
| 37 |                        | 小泉純一郎 | 第2次小泉改造内閣                | 2005年8月8日 内閣総理大臣兼任 | 自由民主党 |
| 38 |                        | 岩永峯一   | 第2次小泉改造内閣                | 2005年8月11日                 | 自由民主党 |
| 39 | 第3次小泉内閣          | 岩永峯一   | 2005年9月21日                    |                               | 自由民主党 |
| 40 |                        | 中川昭一   | 第3次小泉改造内閣                | 2005年10月31日                | 自由民主党 |
| 41 |                        | 松岡利勝   | 第1次安倍内閣                    | 2006年9月26日                 | 自由民主党 |
| -  |                        | 若林正俊   | 第1次安倍内閣                    | 2007年5月28日 臨時代理        | 自由民主党 |
| 42 |                        | 赤城徳彦   | 第1次安倍内閣                    | 2007年6月1日                  | 自由民主党 |
| 43 |                        | 若林正俊   | 第1次安倍内閣                    | 2007年8月1日 環境大臣兼任     | 自由民主党 |
| 44 |                        | 遠藤武彦   | 第1次安倍改造内閣                | 2007年8月27日                 | 自由民主党 |
| -  |                        | 甘利明     | 第1次安倍改造内閣                | 2007年9月3日 臨時代理         | 自由民主党 |
| 45 |                        | 若林正俊   | 第1次安倍改造内閣                | 2007年9月4日                  | 自由民主党 |
| 46 | 福田康夫内閣           | 若林正俊   | 2007年9月26日                    |                               | 自由民主党 |
| 47 |                        | 太田誠一   | 福田康夫改造内閣                 | 2008年8月2日                  | 自由民主党 |
| -  |                        | 町村信孝   | 福田康夫改造内閣                 | 2008年9月19日 臨時代理        | 自由民主党 |
| 48 |                        | 石破茂     | 麻生内閣                         | 2008年9月24日                 | 自由民主党 |
| 49 |                        | 赤松広隆   | 鳩山由紀夫内閣                   | 2009年9月16日                 | 民主党     |
| 50 |                        | 山田正彦   | 菅直人内閣                       | 2010年6月8日                  | 民主党     |
| 51 |                        | 鹿野道彦   | 菅直人第1次改造内閣              | 2010年9月17日                 | 民主党     |
| 51 | 菅直人第2次改造内閣    | 鹿野道彦   | 2011年1月14日                    |                               | 民主党     |
| 52 | 野田内閣               | 鹿野道彦   | 2011年9月2日                     |                               | 民主党     |
| 52 | 野田第1次改造内閣      | 鹿野道彦   | 2012年1月13日                    |                               | 民主党     |
| 53 |                        | 郡司彰     | 野田第2次改造内閣                | 2012年6月4日                  | 民主党     |
| 53 | 野田第3次改造内閣      | 郡司彰     | 2012年10月1日                    |                               | 民主党     |
| 54 |                        | 林芳正     | 第2次安倍内閣                    | 2012年12月26日                | 自由民主党 |
| 55 |                        | 西川公也   | 第2次安倍改造内閣                | 2014年9月3日                  | 自由民主党 |
| 56 | 第3次安倍内閣          | 西川公也   | 2014年12月24日                   |                               | 自由民主党 |
| 57 | 第3次安倍内閣          |            | 林芳正                           | 2015年2月23日                 | 自由民主党 |
| 58 |                        | 森山裕     | 第3次安倍第1次改造内閣           | 2015年10月7日                 | 自由民主党 |
| 59 |                        | 山本有二   | 第3次安倍第2次改造内閣           | 2016年8月3日                  | 自由民主党 |
| 60 |                        | 齋藤健     | 第3次安倍第3次改造内閣           | 2017年8月3日                  | 自由民主党 |
| 61 | 第4次安倍内閣          | 齋藤健     | 2017年11月1日                    |                               | 自由民主党 |
| 62 |                        | 吉川貴盛   | 第4次安倍第1次改造内閣           | 2018年10月2日                 | 自由民主党 |
| 63 |                        | 江藤拓     | 第4次安倍第2次改造内閣           | 2019年9月11日                 | 自由民主党 |
| 64 |                        | 野上浩太郎 | 菅義偉内閣                       | 2020年9月16日                 | 自由民主党 |
| 65 |                        | 金子原二郎 | 第1次岸田内閣                    | 2021年10月4日                 | 自由民主党 |
| 66 | 第2次岸田内閣          | 金子原二郎 | 2021年11月10日                   |                               | 自由民主党 |
| 67 |                        | 野村哲郎   | 第2次岸田第1次改造内閣           | 2022年8月10日                 | 自由民主党 |
| 68 |                        | 宮下一郎   | 第2次岸田第2次改造内閣           | 2023年9月13日                 | 自由民主党 |
| 69 |                        | 坂本哲志   | 第2次岸田第2次改造内閣           | 2023年12月14日                | 自由民主党 |
| 70 |                        | 小里泰弘   | 第1次石破内閣                    | 2024年10月1日                 | 自由民主党 |
| 71 |                        | 江藤拓     | 第2次石破内閣                    | 2024年11月11日                | 自由民主党 |
| -  |                        | 浅尾慶一郎 | 第2次石破内閣                    | 2025年5月21日 臨時代理        | 自由民主党 |
| 72 |                        | 小泉進次郎 | 第2次石破内閣                    | 2025年5月21日                 | 自由民主党 |